# سواوومیر هولاند
سواوومیر هولاند (لهستانی: Sławomir Holland؛ ‏ [ˈswavɔmʲir]؛ ‏ زادهٔ ۱۴ آوریل ۱۹۵۸) بازیگر و صداپیشه اهل لهستان است.
از فیلم‌ها یا مجموعه‌های تلویزیونی که وی در آن‌ها نقش داشته‌است، می‌توان به نامه به بابا نوئل ۲، در خوشی و سختی، ع چون عشق، کارآگاهان جنایی، تیم، پدر متیو، نبرد ورشو ۱۹۲۰، مزرعه، تاج پادشاهان، خانه، عروس جنگ، طایفه، جادوگر، خودِ زندگی، در خیابان سپولنی، خانه کشیش، دو روی سکه (مجموعه تلویزیونی)، خبرچینان، ۳۹ و نیم، اولا بی‌ریخته، پیمان ورشو، دستورالعمل زندگی، قانون حقیقی، کمیسر آلکس، دوران افتخار، پزشکان، دوستان، به تاخت، هوس‌های امپراتور، عشق بزرگ کوچک، فهرست شیندلر و انگشتری با نشان عقاب تاج‌دار اشاره نمود.